# Janirella latifrons
Janirella latifrons är en kräftdjursart som beskrevs av Menzies och George 1972. Janirella latifrons ingår i släktet Janirella och familjen Janirellidae. Utöver nominatformen finns också underarten J. l. occidentalis.